# Latvijas PSR čempionāts futbolā 1963
L'edizione 1963 del massimo campionato di calcio lettone fu la 19ª come competizione della Repubblica Socialista Sovietica Lettone; il titolo fu vinto dall'ASK, giunto al suo sesto titolo.

## Formato
Il campionato era formato da 14 squadre che si incontrarono in gare di andata e ritorno per un totale di 26 turni e 26 incontri per squadra; erano assegnati due punti alla vittoria, un punto al pareggio e zero per la sconfitta.

## Classifica finale
|                        | Pos. | Squadra             | Pt | G  | V  | N | P  | GF | GS | DR  |
| ---------------------- | ---- | ------------------- | -- | -- | -- | - | -- | -- | -- | --- |
| RSS Lettone (bandiera) | 1.   | ASK Rīga            | 44 | 26 | 19 | 6 | 1  | 72 | 11 | +61 |
|                        | 2    | KBRR Rīga           | 40 | 26 | 18 | 4 | 4  | 54 | 21 | +33 |
|                        | 3    | RĖZ Riga            | 37 | 26 | 15 | 7 | 4  | 52 | 18 | +34 |
|                        | 4    | LMR Riga            | 32 | 26 | 13 | 6 | 7  | 47 | 25 | +22 |
|                        | 5    | Lignums Riga        | 31 | 26 | 12 | 7 | 7  | 48 | 41 | +7  |
|                        | 6    | Tosmares c. Liepaja | 27 | 26 | 11 | 5 | 10 | 43 | 32 | +11 |
|                        | 7    | Vulkans Kuldiga     | 25 | 26 | 11 | 3 | 12 | 40 | 36 | +4  |
|                        | 8    | CSK Broceni         | 24 | 26 | 9  | 6 | 11 | 43 | 39 | +4  |
|                        | 9    | ZSK Daugavpils      | 22 | 26 | 9  | 4 | 13 | 30 | 42 | -12 |
|                        | 10   | RVR Riga            | 21 | 26 | 8  | 5 | 13 | 39 | 48 | -9  |
|                        | 11   | ASK-2               | 21 | 26 | 7  | 7 | 12 | 35 | 52 | -17 |
|                        | 12   | Jūrmala             | 16 | 26 | 6  | 4 | 16 | 25 | 60 | -35 |
|                        | 13   | Jelgava             | 12 | 26 | 4  | 4 | 18 | 20 | 60 | -40 |
|                        | 14   | Valmiera            | 12 | 26 | 4  | 4 | 18 | 20 | 83 | -63 |